# Радзиховский, Борис Леонидович
Борис Леонидович  Радзихо́вский (4 августа 1909, Новоалексеевка, Днепровский уезд, Таврическая губерния, Российская империя — 17 февраля 1975, Черновцы) — советский офтальмолог, профессор, заведующий кафедрой глазных болезней Черновицкого медицинского института (с 1945), труды главным образом по вопросам глаукомы, близорукости и дальнозоркости. Участник Великой Отечественной войны, 

## Биография
Родился 4 августа 1909 года в селе Новоалексеевка,  Днепровский уезд, Таврическая губерния, Российская империя (ныне Генического района Херсонской области Украины), в семье крестьянина.
Окончил Днепропетровский медицинский институт, работал врачом в поликлинике завода «Коммунар». В 1937 году окончил трёхлетнюю ординатуру глазной клиники Днепропетровского медицинского института. 
Во время Великой Отечественной войны Борис Радзиховский был военным врачом. Войну закончил в звании подполковника. В 1945 г. Б. Радзиховский направлен на работу в Черновицкий медицинский институт, где организовал кафедру глазных болезней.

## Научная деятельность
Его научно-исследовательская работа была посвящена изучению проблем глаукомы, рефракции и аккомодации глаза, разработке новых офтальмологических методик исследования. Под его руководством выполнено и защищено 9 кандидатских диссертаций (С.Л. Авербух, А.Н. Водовозов, К.С. Титенко, С.Д. Курченко, Т.Б. Воронова, В.Ф. Кондрацкий, Г.Д. Ловля, В.И. Лучик, Г.Н. Телегина) и одну докторскую А.Н. Водовозова.

## Сочинения
Борис Леонидович опубликовал 150 научных трудов, в том числе 3 монографии, автор 10 изобретений.
- Астигматизм человеческого глаза. М., 1969 г.
- Близорукость.- М., 1963 г.
- Старческая дальнозоркость.— М., 1965.[2]
- Фокальная офтальмоскопия с помощью модифицированного электрического скиаскопа (5, 323-325, 1970).
- Первый в отечественной медицинской литературе подготовил и издал цветной атлас нормы и патологии глазного дна «Офтальмоскопическая диагностика».

## Награды и знаки отличия
- Заслуженный деятель науки и техники Украинской ССР (1964)
- Орден Трудового Красного Знамени
- Знак «Отличник здравоохранения»
- По случаю 50-летия Черновицкого медицинского института его портрет занесен в галерею портретов основателей научных школ учебного заведения
- В 1974 г. учреждена ежегодная студенческая стипендия им. профессора Б.Л. Радзиховского и премия Черновицкого городского совета его имени
- В Черновцах на ул. М. Горького, 7, установлена мемориальная доска: "В этом доме с 1945 по 1974 год жил выдающийся врач-офтальмолог, Заслуженный деятель науки, профессор Радзиховский Б. Л."